# ۱۱۰ (عدد)
۱۱۰ (عدد)
۱۱۰(صد و ده) یک عدد طبیعی زوج مرکب است که بعد از ۱۰۹ و قبل از ۱۱۱ قرار دارد.

## تلفن
این شماره به عنوان شماره ی پلیس در ایران وجود دارد. ظاهراً دلیل نامگذاری پلیس ایران استفاده از معادل عددی نام امام شیعیان علی است که معادل عدد ۱۱۰ در ابجد می‌باشد.  